# Ooooooohhh... On the TLC Tip
Ooooooohhh... On the TLC Tip é o álbum de estreia do girl group americano TLC, lançado em 25 de fevereiro de 1992, via LaFace e Arista Records. O título do álbum vem da última linha de Left Eye em "Ain't 2 Proud 2 Beg."
O álbum atingiu o número 14 na parada Billboard 200 dos EUA. Em maio de 1996, foi certificada platina quádrupla pela RIAA para enviar quatro milhões de cópias nos Estados Unidos. O álbum é o terceiro álbum de maior sucesso do TLC, (depois do FanMail e CrazySexyCool nessa ordem) vendendo mais de seis milhões de cópias em todo o mundo.

## Antecedentes
TLC assinou seu primeiro contrato com LaFace Records em 28 de fevereiro de 1991 (alterada 03 de abril de 1991 w / Thomas) e começou a produção em seu álbum de estréia. Para o álbum, TLC colaborou com Babyface, L.A. Reid, Dallas Austin, Da Funky Bunch, Jermaine Dupri e Marley Marl que ajudaram Lopes com a composição. A produção terminou em dezembro de 1991.

## Recepção da crítica
| Críticas profissionais | Críticas profissionais |
| Avaliações da crítica  | Avaliações da crítica  |
| Fonte                  | Avaliação              |
| ---------------------- | ---------------------- |
| AllMusic               | [ 5 ]                  |
| Entertainment Weekly   | (A)                    |
| Robert Christgau       | Negativo               |

Ken Tucker da Entertainment Weekly elogiou o trabalho, bem como o grupo e sua mensagem, chamando o TLC de "um grupo pop perfeito para os tempos". Em uma análise bastante positiva, Steve Huey, da AllMusic, afirma que "embora seja desigual, os melhores momentos do On the TLC Tip mereceram sua popularidade, e prepararam o palco para o sucesso do grupo na próxima vez."

## Desempenho comercial
O álbum alcançou 14 pontos na Billboard 200 dos EUA e alcançou o terceiro lugar na parada de álbuns de R&B. De acordo com a Nielsen SoundScan, vendeu 2,5 milhões de cópias nos EUA. Por fim, foi certificado 4× Platina pela RIAA por vender quatro milhões de cópias nos EUA. Também vendeu mais de 100.000 cópias no Japão. O álbum vendeu um total de seis milhões de cópias em todo o mundo.

## Faixas
| N.º            | Título                          | Compositor(es)                                                     | Produtor(es)                                    | Duração |  |
| 1.             | "Intro"                         |                                                                    |                                                 | 0:30    |  |
| 2.             | "Ain't 2 Proud 2 Beg"           | Dallas Austin Lisa Lopes                                           | Austin                                          | 5:36    |  |
| 3.             | "Shock Dat Monkey"              | Antonio "L.A." Reid Kenneth "Babyface" Edmonds Daryl Simmons Lopes | Reid Edmonds Simmons (co.) Kevin Roberson (co.) | 5:08    |  |
| 4.             | "Intermission I"                |                                                                    |                                                 | 0:19    |  |
| 5.             | "Hat 2 da Back"                 | Austin Lopes Kevin Wales                                           | Austin                                          | 4:16    |  |
| 6.             | "Das Da Way We Like 'Em"        | Marley Marl Tionne Watkins Rozonda Thomas Lopes                    | Marl                                            | 5:01    |  |
| 7.             | "What About Your Friends"       | Austin Lopes                                                       | Austin                                          | 4:53    |  |
| 8.             | "His Story"                     | Austin                                                             | Austin                                          | 4:23    |  |
| 9.             | "Intermission II"               |                                                                    |                                                 | 0:59    |  |
| 10.            | "Bad by Myself"                 | Jermaine Dupri Dionne Farris Terrence Shelton Lopes                | Dupri Da Funky Bunch                            | 3:55    |  |
| 11.            | "Somethin' You Wanna Know"      | Simmons Roberson Edmonds Reid Lopes                                | Simmons Roberson                                | 5:43    |  |
| 12.            | "Baby-Baby-Baby"                | Edmonds Reid Simmons                                               | Edmonds Reid Simmons                            | 5:15    |  |
| 13.            | "This Is How It Should Be Done" | Marl Lopes                                                         | Marl                                            | 4:27    |  |
| 14.            | "Depend on Myself"              | Austin Lopes                                                       | Austin                                          | 4:11    |  |
| 15.            | "Conclusion"                    |                                                                    |                                                 | 0:48    |  |
| Duração total: | Duração total:                  | Duração total:                                                     | Duração total:                                  | 55:23   |  |

## Créditos
Informações tiradas do AllMusic.
| - Constance Armstrong - coordenação - Dallas Austin - arranjador, mixagem, produtor, gritos, teclados, programação de bateria, baixo, guitarra - Kenneth "Babyface" Edmonds - produtor executivo, teclados, sintetizador, produtor - Mary Brown - vocais de fundo - Marie Davis - cabeleireiro - Da Funky Bunch - produtor - Jermaine Dupri - arranjador, instrumentação, mixagem, produtor, programação, arranjo vocal - Mitch Eaton - engenheiro assistente - Melvin "E-locc" Davis - gritos - Dionne Farris - arranjo vocal, vocais de fundo - Fabian Ford - gritos - Frank Heller - engenheiro - Seldon "Big Wally" Henderson - cordas - Kevin "Kayo" Roberson - baixo sintetizado, produtor, vocais de fundo - John Kellman-Grier - maquilhagem - Debra Killings - vocais de fundo - Michael Lavine - fotografia - Darren Lighty - teclados, programação - Calvin Lowery - direção de arte, design - Marley Marl - arranjador, mixagem, produtor - Marsha McClurkin - vocais de fundo - John Pace - engenheiro | - Brandi Parisi - engenheira assistente - Donald Parks - programação MIDI - Herb Powers - masterização - Darin Prindle - engenheiro - Antonio "LA" Reid - programação de bateria, mixagem, percussão, produtor, produtor executivo - Perri Reid - coordenador de arte - John Rogers - engenheiro assistente - Steve "Stizz" S'berg - engenheiro assistente - Rick Sheppard - programação, amostragem - Daryl "DeRock" Simmons - teclados, arranjo vocal, produtor - Davett Singletary - coordenador de arte - Alvin Speights - engenheiro, mistura - Matt Still - engenheiro assistente, assistente de mixagem - Phil Tan - engenheiro assistente, assistente de mixagem - TLC - conceito, artista principal, vocais, vocais de fundo - Nycolia "Tye-V" Turman - vocais de fundo - Kevin Wales - gritos - Dave Way - mixagem - Yvette Whitaker - coordenação - Xavier "X-Man" Hargrove - sampling, scratching, programação adicional de bateria - Jim "Z" Zumpano - engenheiro, assistente de mixagem |

## Desempenho nas tabelas musicais
| Chart (1992)        | Maior posição |
| ------------------- | ------------- |
| Austrália (ARIA)    | 99            |
| EUA (Billboard 200) | 14            |
| EUA (Heatseekers)   | 2             |
| EUA (R&B Albums)    | 3             |